# Absurd
Az Absurd egy német nemzetiszocialista black metal zenekar. Korábban pagan black metalt is játszott. 1992-ben alakult meg Sondershausen-ben. A zenekar botrányba is keveredett már szövegei témái miatt, de a legnagyobb botrányt azzal keltették, amikor az együttes eredeti tagjai meggyilkoltak egy 15 éves fiút. Ezt az aljas tettet azért követték el a tagok, mert a fiú pletykákat terjesztett a zenekar tevékenységeiről.

## Diszkográfia

### Stúdióalbumok
- Facta Locquuntur (1996)
- Werwolfthron (2001)
- Totenlieder (2003)
- Blutgericht (2005)
- Der Fünfzehnjahrige Krieg (2008)

## Egyéb kiadványok
- Eternal Winter (demó, 1992)
- God's Death (demó, 1992)
- Death from the Forest (demó, 1993)
- Sadness (demó, 1993)
- Out of the Dungeon (demó, 1994)
- Ubungsraum (demó, 1994)
- Thuringian Pagan Madness (demó, 1995)
- Sonnenritter (demó, 1999)
- God's Death / Sadness (EP1994)
- Totenburg / Die Eiche (split lemez a Heldentum-mal, 1997)
- Asgardsrei EP (1999)
- Wolfskrieger/Galdur Vikodlaks split lemez a Pantheon-nal ( 2002)
- Raubritter  EP (2004)
- Ein kleiner Vorgeschmack (EP, 2005)
- Grimmige Volksmusik EP (2005)
- Raubritter / Grimmige Volksmusik (EP, 2007)
- Weltenfeind split lemez a Grand Belial's Key-jel és a Sigrblot-tal (2008)